# Garden of Delight
Garden of Delight – niemiecka grupa muzyczna wykonująca rock gotycki, powstała w 1990 roku. Nazwa grupy nawiązuje do obrazu autorstwa Hieronima Boscha Ogród rozkoszy [ziemskich] (ang. Garden of [Earthly] Delights). 1 listopada 2008 grupa wystąpiła ostatni raz podczas koncertu w Berlinie kończąc działalność. Po rozpadzie zespołu powstał nowy projekt Lutherion, który po pewnych perturbacjach prawnych z wydaniem własnej płyty nie rozpoczął ostatecznie dłuższej działalności. W tej sytuacji członkowie zespołu rozpoczęli działalność w nowo powstałym zespole Merciful Nuns. W roku 2015 członkowie zespołu uruchomili również swój projekt poboczny Near Earth Orbit, a w roku 2016 powrócili na kilka koncertów jako Garden of Delight występując między innymi 30 lipca w Polsce na festiwalu Castle Party w Bolkowie. Mimo pogłosek o zakończeniu działalności zespołu, grupa w dalszym ciągu koncertuje.

## Dyskografia
| Albumy - Enki's Temple (1991) - Epitaph (1992) - Sargonid Seal (1993) - Necromanteion IV (1994) - Symbol and Vision (1995) - Scheoul (1996) - Paradise (1997) - Radiant Sons (2000) - Dawn (2001) - Apocryphal I: The Fallen (2003) - Apocryphal II: The Faithful (2003) - Lutherion I (2005) - Lutherion II (2006) - Lutherion III (2007) - Darkest Hour (2007) Minialbumy - The Hell (Part One) (1996) - The Heaven (Part Two) (1996) - High Empress (2001) Albumy koncertowe - Symbolism Alive (1997) - Faithful and Fallen (2003) |  | Single - Necromantia/Somnorium Interpretatio (1991) - Ancient God (1991) - Shared Creation (1993) - The Seal (1994) - Spirit Invocation (1995) - Exodus (1996) - Agony (2000) - Ceremony (2001) - Northern Skies (2003) - Levitation (2003) - Bleak Horizon/Stigmata (2005) - Play Dead (2006) - Venus Rising (2007) - Reign (2007) - Illuminate (2007) Kompilacje - Nava(1993) - Nuctemeron 1991-1997 (1998) - Psychonomicon 1991-2001 (2002) - Dion Fortune Compilation 1991-1997 (2005) - In Memoriam 1991-2007 (2008) Inne - Apocryphal Moments (DVD, 2004) |